# Llanfrechfa
Llanfrechfa è una località situata presso Pontnewydd, sobborgo di Cwmbran, comunità che fa parte del distretto di contea di Torfaen, nel Galles sud-orientale (Regno Unito).
Anticamente parte della centena di Usk, si trova a 5 miglia a sud-est di Pontypool e 2 miglia da Caerleon. È attraversata da un affluente del fiume Usk. Il cantante Mal dei Primitives proviene da Llanfrechfa.